# 賓得士K-7
宾得 K-7 是一款与2009年5月20日发布的14.6百万像素的数码单镜反光相机.  这是宾得在2008年3月31日与豪雅合并后首次发布旗舰机型.

## 特点
宾得K-7最初发布于2009年5月20日,并且在2009年7月的第一周开始发售.宾得K-7和前继机型宾得 K20D拥有相同的像素数,但却减小了机身体积,并增加了许多令人瞩目的新特性. 新特性包括:
- 机身延续了K20D的防水功能,采用镁合金制造,并加强了抗低温能力
- 包含了HD视频 录制功能(在1280×720解析度下每秒30帧)
- 内置HDR录制功能(通过三次不同曝光叠加而成)
- 专用的AF对焦辅助灯
- 自动水平矫正
- 全新的快门可以最快达到1/8000秒速度,拥有100,000次寿命
- 每秒5.2张的连拍功能
- 100%视野的取景器
- 全新的Natural-Bright-Matte III对焦屏
- 全新的自动对焦模组
- 77分区测光
- 全新设计的DR II除尘模组
- 一个3英寸,921千像素的LCD显示屏
- LV模式下的面部识别功能
- 全新的SR抖动补偿模组,可补偿旋转抖动
- 降低质量: K-7机身比K20D轻55克(7.5%)
- 超轻的快门声音[4]

## 额外链接
维基共享资源上的相關多媒體資源：賓得士K-7
- Official web page for the K-7 at PentaxImaging.com

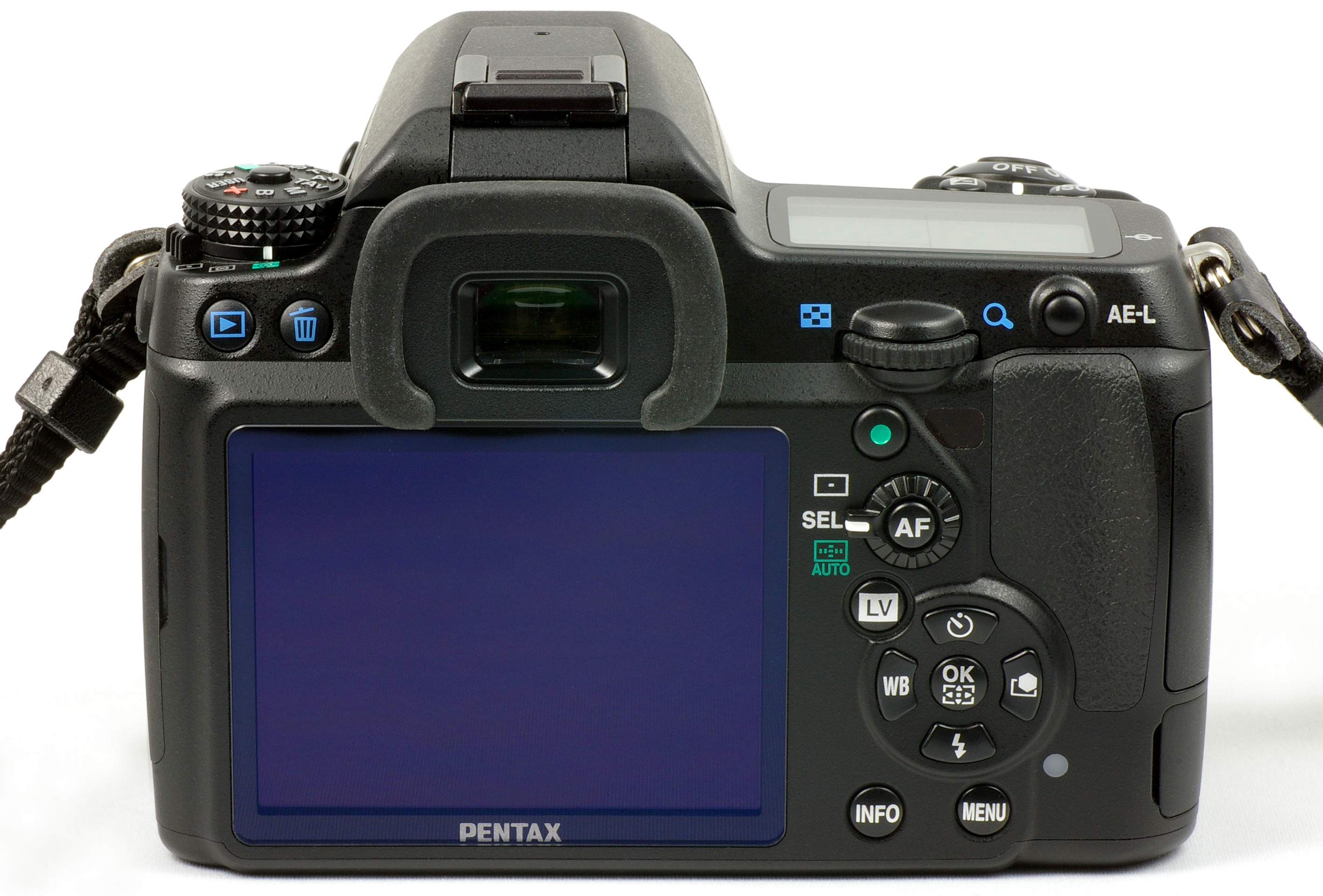
back side with display
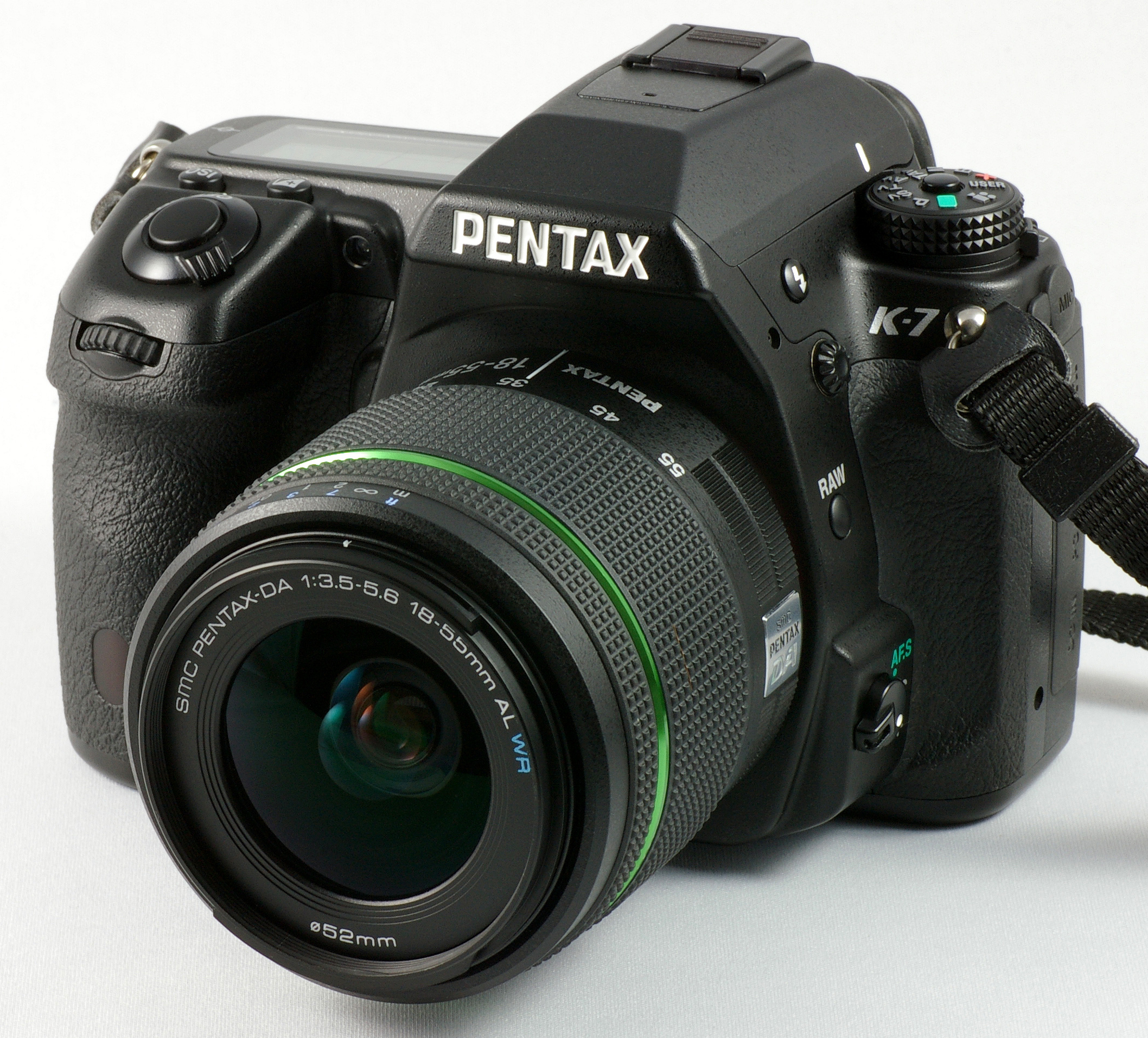
body with zoom lens